# Teodoro Mangafa
Teodoro Mangafa o Mancafa in greco Θεόδωρος Μαγκαφᾶς? (Alaşehir, ... – dopo il 1205) è stato un nobile bizantino che assunse il titolo di imperatore bizantino due volte, la prima durante il regno di Isacco II Angelo e la seconda dopo il sacco di Costantinopoli durante la Quarta Crociata.
I cronisti greci gli attribuirono il soprannome di Morotheodoros (Mωροθεόδωρος), che significa “Teodoro lo sciocco”, a seguito dei suoi ripetuti tentativi di usurpazioni falliti.

## Prima usurpazione
Intorno al 1188, Teodoro, probabilmente già signore di Filadelfia, si assicurò la fedeltà della maggior parte degli abitanti della città, ma anche delle zone circostanti della Lidia e il sostegno delle comunità armene della Troade. Si proclamò quindi imperatore in opposizione a Isacco II Angelo (1185-1195 e 1203-1204) e coniò persino una propria moneta d'argento. Man mano che la rivolta prendeva piede, i suoi progressi allarmarono a tal punto Isacco che l'imperatore marciò contro Teodoro in persona. Dopo alcune schermaglie iniziali, Teodoro fu assediato a Filadelfia (giugno 1189), ma poi Isacco venne a sapere del rapido avvicinamento dell'imperatore del Sacro Romano Impero, Federico Barbarossa (r. 1155-1190), che stava per partecipare alla Terza Crociata. Ciò rendeva Isacco ansioso di concludere la guerra contro Teodoro, per cui accettò di perdonare Mangafa, a condizione che l'usurpatore si sottomettesse a Isacco e accettasse di deporre i simboli imperiali e di consegnare degli ostaggi. Gli fu quindi permesso di mantenere il controllo di Filadelfia come governatore.
Intorno al 1193 (o forse nel 1190), tuttavia, Basilio Vatatze, doux del thema Thrakesion e grande domestico dell'esercito bizantino, lo costrinse a fuggire alla corte dei turchi selgiuchidi a Iconio. Lì il sultano Ghīyāth al-Dīn Kaykhusraw (r. 1192-1196 e 1205-1211) autorizzò Teodoro ad arruolare truppe tra le tribù nomadi e con queste bande devastò le terre di frontiera dell'Impero bizantino nel 1195-1196. Durante questo periodo, nel 1193, saccheggiò la chiesa di Chonai e vendette prigionieri cristiani.
Alla fine dell'anno 1196, il nuovo imperatore, Alessio III Angelo (1195-1203), comprò Mangafa dal sultano, che lo vendette a condizione che gli venisse risparmiata la vita e che non trascorresse il resto della sua vita in prigione. Rimase in prigione per un periodo di tempo imprecisato prima di essere rilasciato (in ogni caso prima del 1204) e tornare a Filadelfia.

## Seconda usurpazione
Nel caos della quarta crociata e della caduta di Costantinopoli nel 1204, alcuni individui approfittarono della situazione per proclamarsi indipendenti o per rivendicare il trono imperiale vacante. Mangafa potrebbe essere tornato a Filadelfia prima o dopo la caduta della città e avervi ristabilito rapidamente la sua posizione dominante, fondando uno Stato indipendente nell'area. Dopo essersi assicurato Filadelfia, decise di affrontare Enrico di Fiandra, uno dei capi crociati e futuro imperatore latino (r. 1206-1216), che era accampato ad Adramyttium e che stava cercando di schiacciare la resistenza bizantina rimasta in Anatolia. Anche se riuscì a cogliere di sorpresa Enrico, le sue forze non furono all'altezza della cavalleria pesante latina e furono schiacciate nella battaglia di Adramyttium, il 19 marzo 1205. Ritiratosi a Filadelfia, vi rimase fino a quando i suoi territori rimanenti furono invasi da Teodoro Lascaris di Nicea nel 1205. Non si hanno più notizie di lui e si presume che sia morto in prigionia a Nicea.

## Cognome
Il cognome di Teodoro, Mangafas, non è di origine greca e forse rappresenta una forma ellenizzata del turco mankafa, che significa sciocco o idiota. È quindi possibile che non fosse il suo vero cognome, ma una traduzione in turco del suo soprannome greco Morotheodoros, adottato poi dai cronisti greci successivi. Esistono tuttavia prove dell'esistenza di altri membri della famiglia Mangafa nell'XI e XIII secolo, oltre a Teodoro. Inoltre, un certo numero di monete d'argento sono state rinvenute in un insieme di monete ad Afrodisia, comunemente attribuite a Mangafa, sembra includere “M[angaphas]” come se fosse il suo proprio cognome.